# Susan Olsen (Schauspielerin, 1964)
Susan Annabella Olsen (* 27. April 1964 in Frederiksværk) ist eine dänische Schauspielerin.

## Leben
Susan Olsen wurde 1964 in Frederiksværk geboren. Sie absolvierte von 1989 bis 1993 ihre Ausbildung an der Schauspielschule des Aarhus Teaters. Sie trat später an verschiedenen Theatern wie Dr. Dantes Aveny, dem Nørrebros Teater und dem Teatret Svalegangen auf. Am Det Kongelige Teater hatte Olsen unter anderem Rollen im Musical Jeg er grim (1999) und Vinden i piletræerne (2003).
Parallel trat Olsen seit Mitte der 1990er Jahre in zahlreichen Film- und Fernsehproduktionen auf. Von 2004 bis 2006 übernahm sie in der Krimiserie Der Adler – Die Spur des Verbrechens die Rolle der Pathologin Ditte Hansen. Im Jahr 2020 war sie in der Fernsehserie Wenn die Stille einkehrt als Leiterin eines Pflegeheims zu sehen.

## Filmografie (Auswahl)
- 1995: Kun en pige
- 1997: Die unschlagbaren Andersens (Sunes familie)
- 1998: Madsen og Co. (Fernsehserie, 1 Episode)
- 1998: Taxa (Fernsehserie, 1 Episode)
- 2000: Slip hestene løs
- 2001: Et rigtigt menneske
- 2003: Forsvar (Fernsehserie, 1 Episode)
- 2004–2006: Der Adler – Die Spur des Verbrechens (Fernsehserie, 24 Episoden)
- 2007: Berlinerpoplene (Fernsehserie, 6 Episoden)
- 2008: En enkelt til Korsør
- 2008: Sommer (Fernsehserie, 1 Episode)
- 2009: Velsignelsen
- 2012: Lykke (Fernsehserie, 1 Episode)
- 2013: In der Stunde des Luchses (I lossens time)
- 2014: Dicte (Fernsehserie, 2 Episoden)
- 2016: Follow the Money (Bedrag, Fernsehserie, 1 Episode)
- 2017: Countdown Copenhagen (Gidseltagningen, Fernsehserie, 1 Episode)
- 2018: Verachtung (Journal 64)
- 2019: 398 Tage (Ser du månen, Daniel)
- 2019: Jagtsæson
- 2019: Undtagelsen
- 2020: Wenn die Stille einkehrt (Når støvet har lagt sig, Fernsehserie, 6 Episoden)
- 2021: Limboland (Fernsehserie, 1 Episode)

## Theatrografie
- 1993: Den elektroniske komedie (Dr. Dante, Frederiksberg)
- 1994: American Psyco (Dr. Dante, Frederiksberg)
- 1997: Rigtige piger ta’r penge for det (Nørrebro Teater, Kopenhagen)
- 1998: Hvad mingvasen gemte (Det Danske Teater, Tourneetheater)
- 1998: Vild hverdag (Det Kongelige Teater, Kopenhagen)
- 1998: Uden hoved og hale (Det Kongelige Teater, Kopenhagen)
- 1999: Jeg er grim (Det Kongelige Teater, Kopenhagen)
- 1999: Kærlighedskværulanterne (Det Kongelige Teater, Kopenhagen)
- 2000: Jeg syntes jeg kan mærke mit hjerte et sted (Rialto Teatret, Frederiksberg; Det Danske Teater, Tourneetheater)
- 2000: Animals in paradise (Det Kongelige Teater, Kopenhagen; Malmø Teater, Malmø)
- 2001: Dæmoner (Kaleidoskop, Kopenhagen)
- 2002: Balladen om Rapdullah Shit (Byens Lys/A.O.F.)
- 2002: The Rocky Horror Show (Nørrebro Teater, Kopenhagen)
- 2003: Elling (Teatret Svalegangen, Aarhus)
- 2003: Vinden i Piletræerne (Det Kongelige Teater, Kopenhagen)
- 2004: Projekt Danmarksteater (Teatret Svalegangen, Aarhus)
- 2006: Rødgrød med Chili (AOF, Rejsescenen)
- 2008: Den adelsgale borger (Det Danske Teater, Tourneetheater)
- 2008: Sommerrevy i Græsted (Revue, Græsted)
- 2009–2010: Den gamle dame besøger byen (Det Kongelige Teater, Kopenhagen)
- 2012: Jeppe på bjerget (Odense Teater, Odense)
- 2012: Halløj på Bøhlandet (Odsherred Teater, Nykøbing Sjælland)